# Назаров В'ячеслав Олексійович
В'ячеслав Олексійович Назаров (рос. Вячесла́в Алексе́евич Наза́ров, 22 вересня 1935, Орел — пом.20 червня 1977, Красноярськ) — російський радянський письменник-фантаст та поет-шістдесятник. За неповні сорок два роки життя автор устиг випустити 4 збірки віршів та написати кілька фантастичних повістей і оповідань. Найвідомішими фантастичними творами Назарова є повісті «Зелені двері Землі» (інша назва — «Тягар Рівних»), «Силайське яблуко», «Повстання супрів».

## Біографія
Батько майбутнього письменника, Олексій Іванович Назаров (1900—1980), походив із орловських селян. Він брав участь у громадянській війні на боці червоних, зокрема, був учасником штурму Перекопу. Пізніше він закінчив робфак, Тимірязевську академію; займався організацією сільського господарства в Орловській області. Мати — Анна Михайлівна Назарова (1908—1989) — була вчителькою початкових класів.
Після початку радянсько-німецької війни у 1941 році, сім'я Назарових не зуміла евакуюватися у зв'язку із хворобою Анни Михайлівни. До 1943 року сім'я Назарових знаходилась у селі Желябуга Орловської області — на території, окупованій німецькими військами.
Після звільнення Орла Радянською армією, у вересні 1943 року В'ячеслав поступив у школу № 26, яку закінчив у 1953 році із золотою медаллю. Ще у школі він захоплювався читанням та творчістю — писав вірші, оповідання, рецензії на фільми. Перша публікація віршів В'ячеслава Назарова з'явилась у 1953 році в орловській газеті.
У цьому ж році В'ячеслав Назаров поступив у МДУ на факультет журналістики. Під час навчання цікавився російською та зарубіжною літературою кінця XIX — початку XX століття, особливо — творчістю Олександра Блока та Генріка Ібсена; твори останнього були темою дипломної роботи Назарова. В'ячеслав Назаров був учасником літературного об'єднання поетів МДУ та піддавався критиці за свої вірші, присвячені поетам Срібної доби та художникам-імпресіоністам (як «відірвані від життя» та «естетські», далекі від соціалистичного реалізму). У 1956—1958 роках Назаров створив поеми («На грані», «Чорне сонце», «Антей», «ХХ століття»), які стали популярними серед студентів.
Після закінчення університету, восени 1958 року В'ячеслав Назаров за власним бажанням поїхав за розподілом до Красноярська, де працював редактором у незадовго до того організованій Красноярській студії телебачення. З 1961 до 1967 року він працював режисером крайового телебачення.
У 1959 році вийшла «самвидавівська» книга віршів В'ячеслава Назарова під назвою «Бузок на камені» (рос. Сирень на камне). Окрім творів університетського періоду, до неї увійшли й вірші, створені вже в Сибіру та про Сибір. У червні цього ж року вірш «Земні зірки» (рос. Земные звёзды), присвячений будівельникам Красноярської ГЕС, опублікований у газеті «Красноярский рабочий»; після чого вірші, нариси та рецензії Назарова стали регулярно з'являтися в крайовій пресі. Вірші В'ячеслава Назарова друкувались і в таких «центральних» журналах, як «Юность», «Смена», «Молода гвардія» та інших.
У 1960 році вийшла перша книга письменника — збірка віршів «Бузок під сонцем» (Красноярське книжкове видавництво), до якого увійшов 21 вірш. За 4 роки вийшла у світ друга збірка віршів, «Соната».
У вересні 1965 року В'ячеслав Назаров брав участь у роботі наради молодих письменників Сибіру та Далекого Сходу в Читі. Його вірші отримали високу оцінку, й у лютому 1966 року Назарова прийняли до Спілки письменників СРСР.
Як режисер-кінодокументаліст крайового телебачення, В'ячеслав Назаров багато подорожував, побував у Евенкії, Туві та Хакасії, в Норильську, на будівництві Ачинського глиноземного комбінату. Ці поїздки знайшли відображення у віршах і фільмах Назарова.
У 1967 році за фільм «Пам'ять» В'ячеслава Назарова нагородили Дипломом I ступеня центрального штабу Всесоюзного походу комсомольців і молоді по місцям революційної, бойової та трудової слави. Документальні фільми про Красноярський край, створені за участю Назарова, демонструвались по центральному телебаченню. Проте в цьому ж році В'ячеслав Назаров звільнився зі студії та зосередився на літературній роботі
У 1968 році в Красноярську вийшла його нова збірка «Формула радості». В'ячеслав Назаров став лауреатом премії Красноярського комсомолу. Він також був обраний членом бюро крайової письменницької організації, членом редколегії журналу «Єнісей».
У 1969 році в Красноярську вийшла наступна книга В'ячеслава Назарова, «Дорога пам'яті» — літературний запис спогадів підполковника запасу І. Сенкевича про бойовий шлях 17-й Гвардійської Красноярської стрілецької дивізії. У 1975 році ця книга була перевидана під назвою «Красноярська гвардійська».
У 1974 році Назаров написав повість «Добра воля Сибіру», присвячену воякам-сибірякам 78-ї добровольчої бригади, та видану в 1975 році у збірці «Особливі добровольчі» видавництва «Советская Россия».
Проте, напевно, найвідомішими стали саме фантастичні твори письменника. Перший із них, «Порушник» (рос. Нарушитель), був опублікований у 1968 році в журналі «Єнісей». У ньому також уперше була надрукована і повесть «Гра для смертник» (рос. Игра для смертных) (1969). У 1970—1971 роках Назаров також напив повісті «Синій дим» (рос. Синий дым) та «Подвійне дзеркало» (рос. Двойное зеркало).
У 1972 році письменнику провели важку операцію на серці. У тому ж році в Красноярську вийшла його книга «Вічні вітрила» (рос. Вечные паруса), також у жанрі фантастики. Письменник переробляє повісті «Подвійне дзеркало» (отрималала нову назву — «Тягар рівних» (рос. Бремя Равных); варіант назви — «Зелені двері Землі»); «Повстання супрів» (рос. Восстание супров) і «Силайське яблуко» (рос. Силайское яблоко).
У січні 1976 року В'ячеслав Назаров брав участь у роботі Всесоюзної наради письменників-фантастів у Москві. У цьому ж році у видавництві «Молода гвардія» вийшла збірка творів письменників-фантастів Сибіру «Зелений потяг» (рос. Зелёный поезд), до якої увійшли й твори В'ячеслава Назарова.
Незважаючи на проведену операцію, стан здоров'я В'ячеслава Назарова погіршувався. Друзі допомогли із направленням письменника до інституту кардіології в Обнінську, проте місцеві лікарі не змогли нічим допомогти…
20 червня 1977 року В'ячеслав Алексеевич Назаров на 42-му році життя помер у Красноярську. У нього залишились дружина Тамара і син Юлій.
Могила поета і письменника знаходиться на схилі високої гори. На ній установлений пам'ятник — у розкриту бронзову книгу вписаний куплет із останнього вірша В'ячеслава Назарова :
«Удел человечий светел,
И все мы — в том и секрет —
Единственные на свете;
И всем нам повтора нет…»
У 1978 році у видавництві «Молода гвардія» вийшла книга письменника «Зелені двері Землі», а в Красноярську — «Тягар Рівних». У цих виданнях уперше були опубліковані «Повстання супрів» і «Силайське яблуко».
У 80-90-х роках ХХ століття оповідання і повісті В'ячеслава Назарова перевидавались окремими книгами, у збірках і серіях «Библиотека фантастики» у СРСР, Росії та за кордоном.

### Журнальні публікації
- «Нарушитель». / Фантастичне оповідання. — журнал «Енисей», 1968, № 3
- «Игра для смертных». / Фантастична повість. — журнал «Енисей», 1969, № 4
- «Синий дым». / Фантастична повість. — журнал «Енисей», 1970, № 6 — 1971, № 1
- «Зелёные двери Земли». / Фантастична повість. «Искатель», 1977, № 4–5
- «Восстание супров». / Фантастичне оповідання. — журнал «Енисей», 1978, № 1

### Книги
- «Сирень под солнцем». — Красноярськ, 1960
- «Соната». — Красноярськ, 1964
- «Формула радости». — Красноярськ, 1968
- «Вечные паруса». — Красноярськ, 1972.
- «Световод». — Красноярск, 1973
- «Добрая воля Сибири». — Красноярск, 1975
- «Бремя Равных». — Красноярськ, 1978.
- «Зелёные двери Земли». — Москва: «Молодая гвардия», 1978. (серія «Библиотека советской фантастики»)
- Дороги надежд. / Повести. — Москва: «Молодая гвардия», 1982 (серія «Библиотека советской фантастики»)
- «Бремя Равных. Синий дым. Силайское яблоко». — Красноярськ, 1985, (серія «Писатели на берегах Енисея»)
- «Зелёные двери Земли» — Москва: «Молодая гвардия», 1985 (серія «Библиотека советской фантастики»)
- «Световод». — Красноярськ, 1988